# 六フッ化ネプツニウム
六フッ化ネプツニウムまたはフッ化ネプツニウム(VI)は化学式NpF6で表されるネプツニウムのフッ化物で、最大の酸化数のものである。橙色の揮発性結晶で、強い腐食性と放射能のため取り扱いは困難を極める。四フッ化ネプツニウム(NpF4) を単体フッ素などの強力なフッ化剤を用いてフッ化することによって得られる。
{\displaystyle {\ce {NpF4\ + F2 -> NpF6}}}
また、三フッ化ネプツニウムのフッ化によっても得られる。
{\displaystyle {\ce {2NpF3\ + 3F2 -> 2 NpF6}}}